# Dira jansei
Dira jansei là một loài bướm ngày thuộc họ Nymphalidae. Nó được tìm thấy ở wooded hillsides in the savanna/vùng đồng cỏ ecotone in the tỉnh Limpopos Strydpoortberg và Drakensberg và from the Makapans Cave to Mariepskop.
Sải cánh dài 48–55 mm đối với con đực và 52–58 mm đối với con cái. Con trưởng thành bay từ cuối tháng 2 đến giữa tháng 3. Có một lứa một năm
Ấu trùng ăn các loài Poaceae khác nhau, bao gồm Ehrharta erecta và Pennisetum clandestinum.